# Strofa izometryczna
Strofa izometryczna (strofa równowersowa) – strofa zbudowana z wersów o tej samej długości w ramach określonego systemu wersyfikacyjnego. Izometryczne są na przykład strofy pisane wierszem sylabicznym ośmiozgłoskowym, strofy pisane czterostopowcem jambicznym na przemian akatalektycznym i hiperkatalektycznym (ośmiozgłoskowym i dziewięciozgłoskowym) i strofy toniczne pisane trójzestrojowcem, gdzie wszystkie wersy mają po trzy akcenty, ale osiągają rozmiar od pięciu do dziewięciu sylab. Izometryczne są strofy składające się na wiersz Jana Kasprowicza Krzak dzikiej róży w ciemnych smreczynach:
W ciemnosmreczyńskich skał zwaliska,
Gdzie pawiookie drzemią stawy,
Krzak dzikiej róży pąs swój krwawy
Na plamy szarych złomów ciska.

U stóp mu bujne rosną trawy,
Bokiem się piętrzy turnia śliska,
Kosodrzewiny wężowiska
Poobszywały głaźne ławy...

Samotny, senny, zadumany,
Skronie do zimnej tuli ściany,
Jakby się lękał tchnienia burzy.

Cisza... O liście wiatr nie trąca,
A tylko limba próchniejąca
Spoczywa obok krzaku róży.
Zazwyczaj izometryczne są strofa ambrozjańska, sekstyna, strofa królewska i oktawa oraz zwrotki sonetu, natomiast heterometryczne są z definicji strofa alcejska, strofa saficka, strofa Burnsa, strofa stanisławowska i strofa mickiewiczowska.